# Kaat De Windt
Kaat De Windt (Brussel, 1963) is een Belgische pianiste en componiste. Ze studeerde aan het Koninklijk Conservatorium Brussel.
De Windt groeide op in Grimbergen maar bleef na haar studies in Brussel in deze stad wonen. Ze werd lid van het pianokwartet Le Bureau Des Pianistes (met Jean-Luc Fafchamps, Jean-Luc Plouvier en Laurence Cornez) dat in 1991 met pianist Stephane Ginsburgh het album 'Pieces for more than 2 hands' opnam met muziek van Morgan Feldman.
Nadien zou De Windt muziek maken in verschillende tijdelijke samenwerkingen, zo maakte ze het album War & Exile met zangeres Marianne Pousseur, met muziek van Hanns Eisler, maakte ze muziek voor theater, was ze muziekdramaturg bij Les Ballets C de la B, hielp ze Walter Verdin bij de muziek voor zijn video-installaties, etc.   
In 2013 maakte ze de muziek bij de dansfilm Klokkenluiders.
Datzelfde jaar maakte ze de muziek voor de theatervoorstelling Mest/Hunger for Trade, op tekst van Elvis Peeters.
In 2015 maakte ze de voorstelling "princess4president" waarin ze optreedt met bassist Mirko Banovic, drummer Etienne Plumer en zangeressen Naomi Sijmons en Annelies Van Dinter (Echo Beatty). Het programma brent een mix van minimalistische pop en jazz.

## Discografie
- 1991 Pieces for more than 2 hands Sub Rosa
- 2004 Waves
- 2001 White Wine Dark Grapes
- 2000 Vierkant Muziek 2000
- 2020 PRINCESS4PRESIDENT

- Bibsys: 14033352
- Bibliothèque nationale de France: cb15103258m (data)
- Library of Congress Control Number: no2002059723
- MusicBrainz: 6972c664-b117-4f6c-85fa-7d545808e0fb
- Virtual International Authority File: 58751166
- WorldCat: E39PBJdmqkTXggH8TCHXfWMF8C